# IPhone 3G
O iPhone 3G é um smartphone desenvolvido pela Apple Inc. com funções de iPod, câmera digital, Internet e tecnologia de dados GSM 3G. Também oferece serviços de internet como e-mail, mensagens de texto (SMS), navegador internet, visual voicemail e conexão Wi-Fi local web. A interação com o usuário é feita através de uma tela sensível ao toque com multitouch.
O iPhone 3G esteve nos mercados português e brasileiro desde Setembro de 2008.
A Claro iniciou a venda do aparelho no Brasil em 26 de setembro de 2008, logo seguida pela Vivo. Em 11 de dezembro do mesmo ano, a Tim também passou a comercializar o produto. A Oi passou a vendê-lo desbloqueado, assim como o iPhone 3GS, só em 15 de dezembro de 2009.
Steve Jobs anunciou o lançamento oficial na WWDC 08, custando nos Estados Unidos cerca de 199 dólares (preço do modelo de 8 GB) e 299 dólares (preço do modelo 16 GB). No Brasil o iPhone 3G pode variar desde 800 reais até 2100 reais dependendo do plano adquirido na operadora e o modelo do iPhone 3G (8 GB ou 16 GB).
Apesar de poucas, as diferenças entre o modelo 3G e o 2,5G/2G (primeiro iPhone) são muito significativas, já que ouve a inclusão do, 3G (um aumento significativo na velocidade de transmissão de dados), do A-GPS (GPS unido a localização via antenas de transmissão) e a disponibilidade de escolha entre as cores preto e branco (a cor branca está presente apenas no modelo 16 GB).

## Especificações
- Tamanho da tela: 8.9 cm (3.5 in)

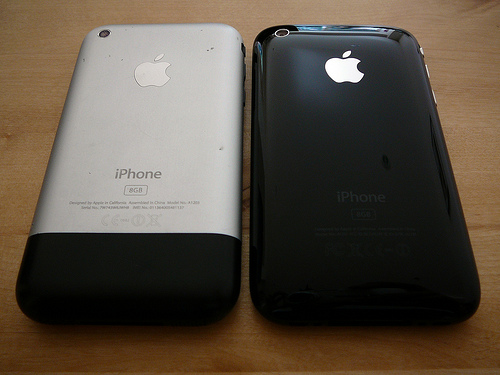
Comparação entre a parte de trás do iPhone original (esquerda), feita de alumínio e plástico, e do iPhone 3G, feita de plástico duro.

- Resolução da tela: 320x480 pixels em 163 ppi
- Método de entrada: Tela Multi-touch sensível ao toque (O botão "home" é o único botão frontal físico.)
- Sistema Operacional: iOS 4.2.3 (Última versão suportada oficialmente) ou Whited00r 7(Versão não-oficial)
- Armazenamento: 8 GB (Preto) e 16GB (Preto e Branco), memória flash interna
- GSM/EDGE (GSM 850, GSM 900, GSM 1800, GSM 1900)
- 3G UMTS/HSDPA (850, 1900, 2100Mhz)
- Wi-Fi (802.11b/802.11g), GPS, e Bluetooth 2.0 com EDR
- Câmera de 2.0 megapixel
- Bateria interna não-removível e recarregável, Com autonomia aproximada de 5 horas de conversação na rede 3G, 10 horas de conversação na rede 2G (GSM), 5 horas de uso de internet na rede 3G, 6 horas de uso de internet na rede Wi-Fi, 7 horas de reprodução de vídeo e mais de 24 horas de reprodução de música, além de aproximadamente 300 horas em standby
- O iPhone 3G ainda conta com Acelerometro, Sensor de aproximação e Sensor da luz do ambiente.
- Tamanho: 115,5×62,1×12.3 mm (4.5×2.4×0.48 in)
- Peso: 133 g (4.7 oz)

Conteúdo da embalagem
- iPhone

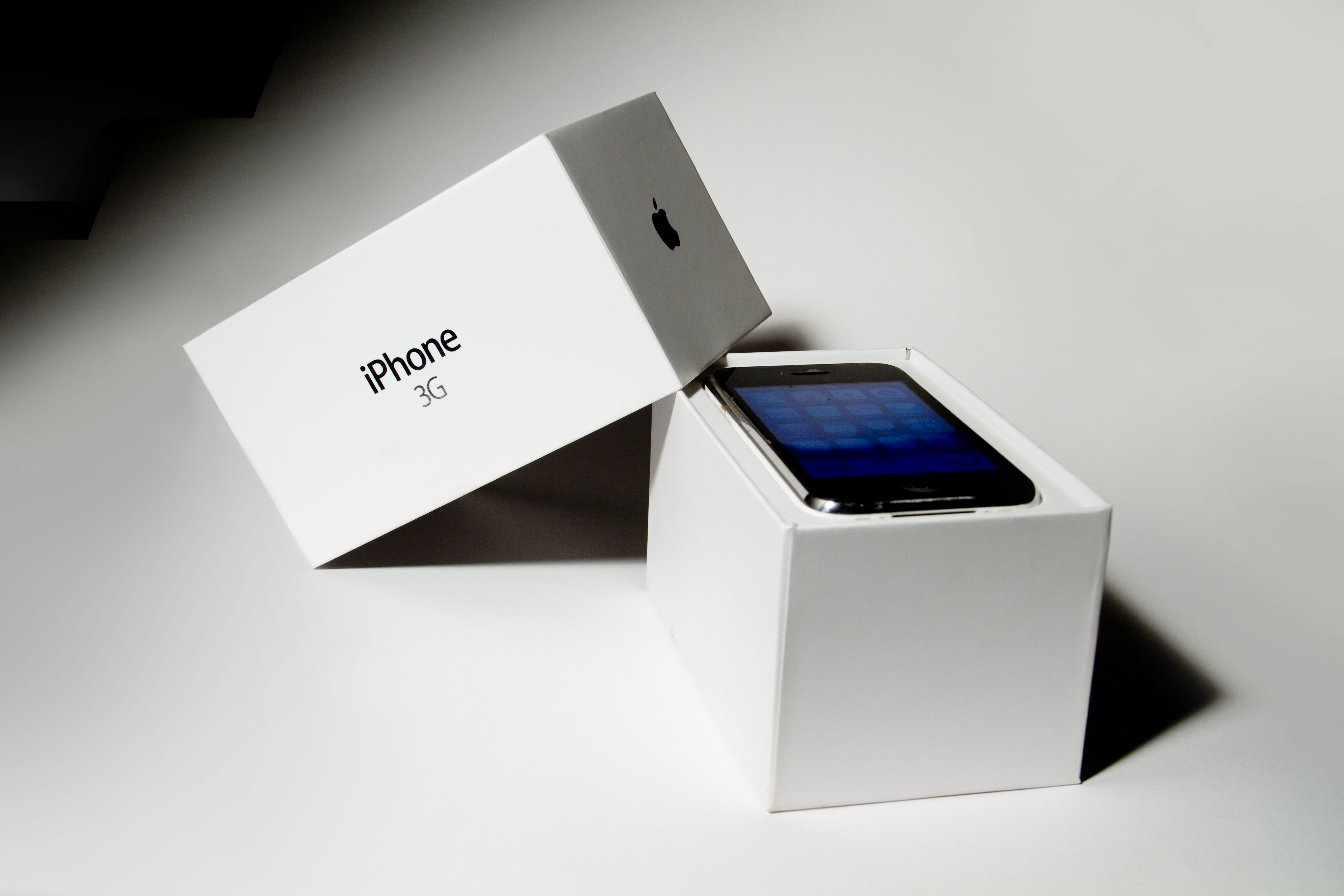
Embalagem de um iPhone 3G

- Fones de ouvido estéreo com microfone
- Dock
- Conector USB para Dock
- Adaptador de força USB
- Documentação (incluindo dois adesivos da Apple)
- Flanela de limpeza/polimento
- Ferramenta para ejetar SIM

(Um modelo de dock que carrega o iPhone e Apple Bluetooth Headset é vendido separadamente.)

## App Store
A partir do Firmware 2.0, a apple disponibilizou o download oficial de programas para o iPhone, via Tunes e pelo próprio iPhone por uma nova aplicação chama App Store.
O App Store é encontrado dentro do iTunes Store, sendo assim necessário uma conta Apple Store para poder fazer o download dos programas (até mesmo aplicativos grátis).